# Älvsbyn
Älvsbyn ist ein Ort in der schwedischen Provinz Norrbottens län und der historischen Provinz Norrbotten. Er liegt am Fluss Piteälven am Riksväg 94 und an der Eisenbahnstrecke Stockholm–Boden. Älvsbyn hat 4976 Einwohner (2015). Älvsbyn ist auch der Hauptort der gleichnamigen Gemeinde.
Älvsbyn hat sich in den letzten Jahren zu einem Fremdenverkehrsort entwickelt, der Freizeitaktivitäten von Rafting bis Fallschirmspringen bietet. Der Ort hat eine Jugendherberge mit einem kleinen Freizeitpark auf demselben Gelände. 40 Kilometer nordwestlich des Ortes befindet sich der Wasserfall Storforsen. Nicht weit von Älvsbyn entfernt liegt die Motorsport-Rennstrecke Höghedenbanan (auch Älvsbyns Motorstadion genannt), auf der unter der Leitung der Älvsbyns Motorsällskap (Älvsbyns MS) alljährlich Rallycross-Rennen ausgefahren werden.

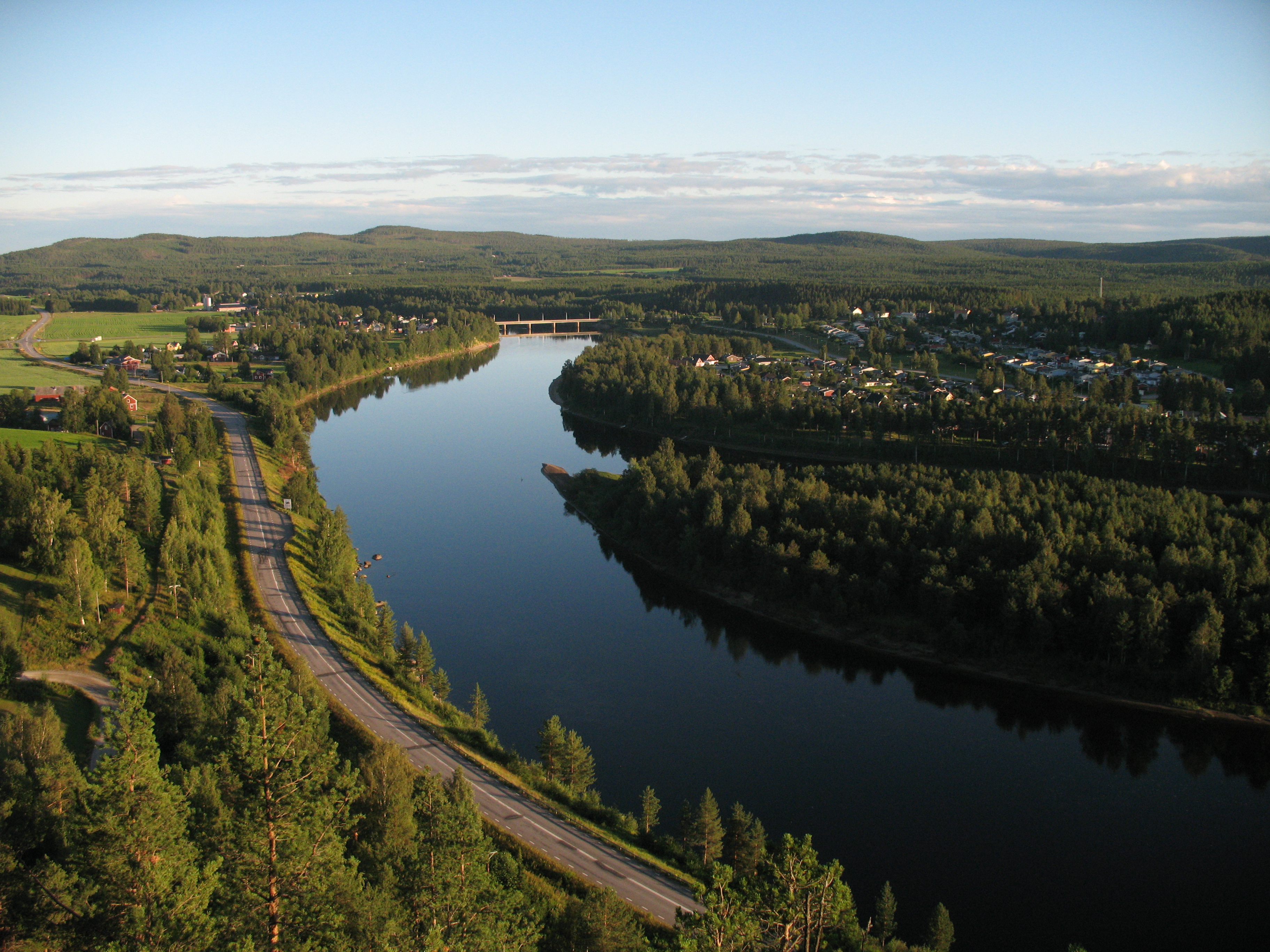
Älvsbyn mit Piteälven vom Hundberget aus
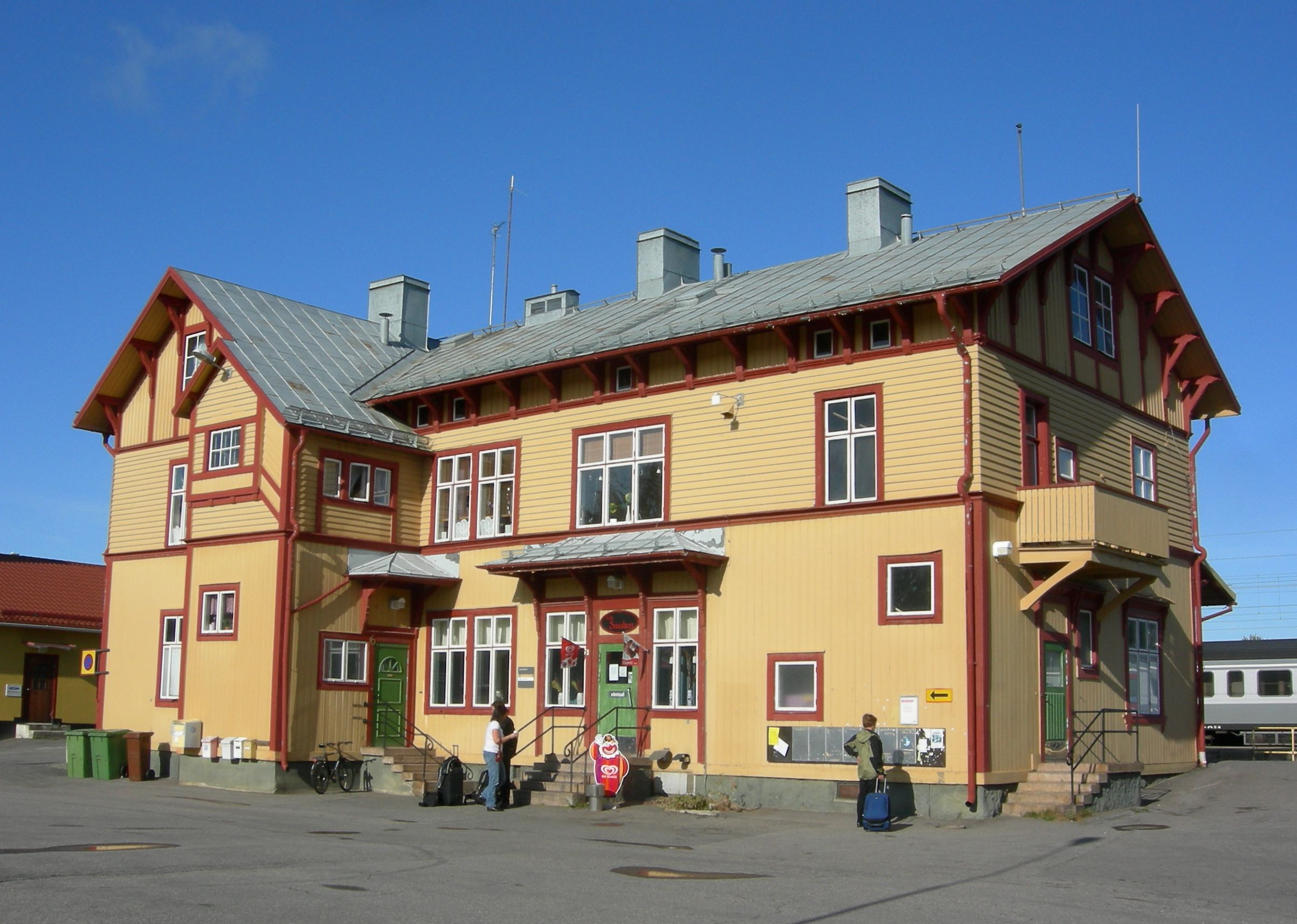
Bahnhof